# Honig Breethuis

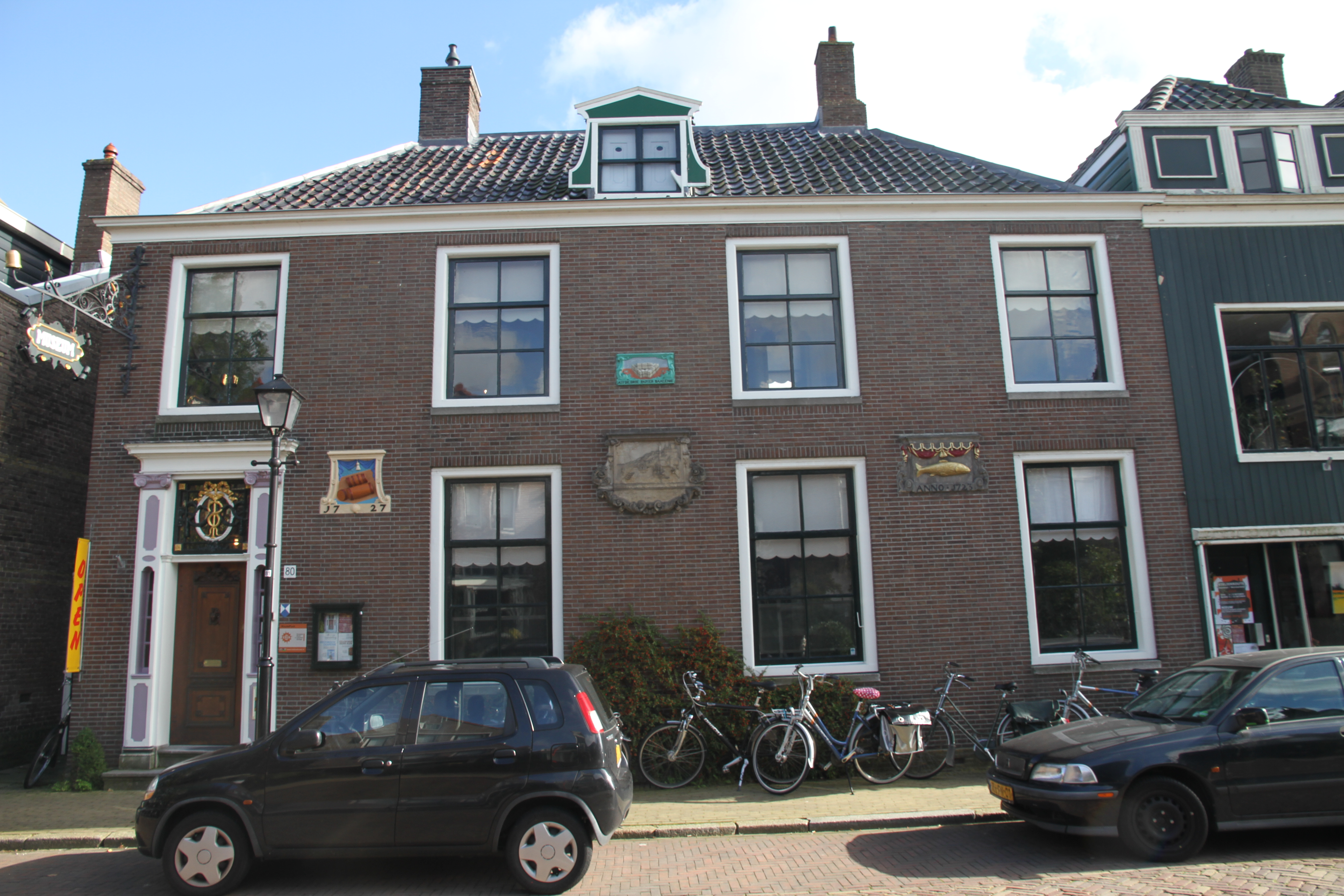
Honig Breethuis

Het Honig Breethuis is een museum aan de Lagedijk 80 in Zaandijk, in de Nederlandse gemeente Zaanstad. Het fungeert als stijlkamer en toont het huis aan de Zaan, waarin generaties van de gegoede families Honig en Breet, fabrikeurs van witpapier, gewoond hebben. Het pand werd in 1710 gebouwd als woonhuis voor Cornelis Jacobsz. Honig en zijn gezin.

## Inrichting
Op de eerste verdieping lag de Salon, de ruimte voor grotere bijeenkomsten. Een van de andere vertrekjes op deze verdieping is ingericht als kantoortje en er was een kamertje voor de meid.
De Tuinkamer in rococostijl is in 1765 gebouwd in opdracht van Jacob Cornelisz. Honig, de zoon van de bouwer. Vanwege het handgeschilderde behang dat Breet er in 1830 liet aanbrengen wordt de Tuinkamer ook Behangselkamer genoemd. Het behang is vervaardigd door de Amsterdamse behangselschilder Willem Uppink (1767–1849). Deze kamer is de een van laatste die op deze wijze is gedecoreerd. In 2006 is dit behang gerestaureerd.
Ook Jacob Cornelisz. Breet (1778-1847) bewoonde het huis en in 1830 liet hij de Zaankamer bouwen, van waaruit men over de Zaan uitkijkt. Deze kamer in neoclassicistische stijl is sindsdien vrijwel onveranderd gebleven.

## Museum en verzameling
Het huis heeft als Zaanlandsche Oudheidkamer vanaf 1940 onderdak geboden aan de oudheidkundige verzameling van Jacob Jansz. Honig Jr. Hij bezat een grote collectie prenten, boeken en voorwerpen met betrekking tot de Zaanse geschiedenis. Later ging deze collectie Zaans Historisch Museum heten. Bij de opening van het Zaans Museum in 1999 was het plan om de collectie naar dit museum te verplaatsen. Het huis, dat eigendom is van de gemeente Zaandam, zou gesloten en verkocht worden. Dit werd voorkomen en tegenwoordig is het huis onder de naam Honig Breethuis een museum, ingericht als bewoond huis uit omstreeks 1830.